# Grasshopper (gruppo musicale)
I Grasshopper sono una boy band cantopop formatasi ad Hong Kong nel 1982. Il gruppo è composto dai tre membri Edmond So Chi Wai, Calvin Choy Yat Chi e Remus Choy Yat Kit. Calvin e Remus sono fratelli di sangue, mentre Edmond è loro amico d'infanzia; i tre erano vicini di casa da bambini. Inizialmente, era Remus Choy colui il quale aveva interessi artistici nel canto e nella danza, poiché la madre era insegnante di danza. A 16 anni si iscrisse quindi ad una competizione canora, segnando anche i nomi del fratello Calvin e di Edmond come ballerini di supporto. Il neonato gruppo non andò molto oltre quella competizione locale, tuttavia i tre decisero di fare sul serio e diventare un trio canoro. Decisero di darsi il nome Grasshopper, ispirandosi sia alla propria agilità sia al nome dell'omonimo cocktail.

## Carriera
Nel 1985, il gruppo si iscrisse e vinse l'audizione per un concorso canoro di Hong Kong di nome New Talent Singing Awards, la cui giudice nonché precedente vincitrice era Anita Mui.
La cantante notò il trio, e li invitò a diventare ballerini e cantanti di supporto nei suoi concerti dal vivo. Divenne quindi la loro mentore nel mondo della musica.    
Dopo aver partecipato ai tour della cantante, il gruppo pubblicò il suo primo album a febbraio del 1988. Nel 2000, dopo una carriera musicale di successo, ad Edmond So fu proposto di recitare in una serie televisiva del canale TVB. Fu allora che il trio si diede una pausa per permettere ad ogni membro di perseguire una propria carriera solista. Tuttavia, contrariamente alle credenze popolari, non c'è mai stata una reale scissione del gruppo.  
I membri del trio hanno smesso per un periodo di cantare, concentrandosi sulle proprie carriere di attori, tuttavia tornarono alla carriera musicale nel 2005, quando organizzarono una serie di concerti di successo. Attualmente, il gruppo tiene concerti non solo in patria ma anche oltreoceano, incluse città degli Stati Uniti quali Las Vegas.

## Vite private
Edmond So ha due figlie, Yumi ed Ina, con la cantante Winnie Lau Siu Wai. La coppia si incontrò agli inizi degli anni '90, tuttavia i due uscirono allo scoperto solo nel 2004. Prima di incontrare Edmond, la cantante era la compagna dell'attore Roger Kwok, il quale ha recitato insieme ad Edmond So in una serie televisiva del 2003 del canale televisivo TVB, Greed Mask.

## Discografia

### Album cantonesi
- 26 febbraio 1988 - 草蜢
- 18 ottobre 1988 - 烈火快車》
- 21 giugno 1989 - Grasshopper III
- 20 marzo 1990 - Grasshopper
- 7 settembre 1990 - The Best
- 28 dicembre 1990 - 物質女郎
- 19 aprile 1991 - Lonely
- 18 luglio 1991 - You are Everything
- 1992 - The Best
- 23 gennaio 1992 - 永遠愛著您
- 27 aprile 1992 - Grasshopper Make Some Noise-Remix
- 20 agosto 1992 - La La Means I Love You
- 18 dicembre 1992 - 捨不得的感覺
- 18 maggio 1993 - 世界會變得很美
- 13 gennaio 1994 - 草蜢與你在一起
- 17 ottobre 1994 - 音樂昆蟲
- 3 marzo 1995 - Grasshopper Cocktail
- 26 aprile 1995 - 三人主義
- 27 settembre 1995 - Present
- 26 marzo 1996 - 草蜢原聲精選
- 5 luglio 1996 - 草蜢音樂店Grasshopper Shop
- 2005 - 我們的草蜢
- 2005 - 我們的草蜢演唱會 (2CD + DVD Bonus)

### Album mandarini
- 30 maggio 1990 - 限時傳送
- 18 ottobre 1990 - 失戀陣線聯盟
- Maggio 1991 - 讓妳哭紅了眼睛
- Dicembre 1991 - 忘情森巴舞
- 24 giugno 1992 - 限時忘情 Remix
- 16 settembre 1992 - 又愛又恨 Love & Hate
- 6 gennaio 1993 - 勁爆熱情選輯
- 26 marzo 1993 - 草蜢Live In Concert
- 15 giugno 1993 - 寶貝對不起
- 6 aprile 1994 - 暗戀的代價
- 20 marzo 1995 - 有緣來做伙
- 21 dicembre 1995 - 愛不怕
- 1997 - ba-ba-ba 不屬於
- 27 novembre 2009 - 最熱傳奇 (raccolta con inediti)